# Sobralia roezlii
Sobralia roezlii är en orkidéart som beskrevs av Heinrich Gustav Reichenbach. Sobralia roezlii ingår i släktet Sobralia och familjen orkidéer.
Artens utbredningsområde är Colombia. Inga underarter finns listade i Catalogue of Life.